# Caecomyces communis
Caecomyces communis är en svampart som beskrevs av J.J. Gold, I.B. Heath & Bauchop 1988. Caecomyces communis ingår i släktet Caecomyces och familjen Neocallimastigaceae.   Inga underarter finns listade i Catalogue of Life.